# FC Baia Mare
Az FC Baia Mare romániai labdarúgóklub. Székhelye a Máramaros megyei Nagybányán van.

## A klub története
- Phoenix Baia Mare (1923–1938)
- FC Carpati Baia Mare (1938–1940)
- Phoenix Baia Mare (1940–1948)
- CSM Baia Mare (1948–1950)
- Metalul Baia Mare (1950–1956)
- Energia Trustul Miner Baia Mare (1956–1957)
- Minerul Baia Mare (1957–1958)
- CSM Baia Mare (1958–1962)
- Minerul Baia Mare (1962–1975)
- FC Baia Mare (1975–1985)
- FC Maramureș Baia Mare (1985–1998)
- FC Baia Mare (1998–2010)
- FCM Baia Mare (2012–2016)
- CS Minaur Baia More (2017–)

### Kezdet
A klubot 1923-ban Phoenix Nagybánya néven alapították. Egészen 1934-ig a kerületi bajnokságban játszott, majd 1934-ben az akkor alakított másodosztályba jutott fel. Ebben az évben a Román Labdarúgó Kupa negyeddöntőjébe is bejutott. 1935-ben és 1936-ban is megnyerte a másodosztály pontvadászatát, azonban elbukta a rájátszást. Így 1937-ben jutott fel története során először az első osztályba. Itt játszott egészen 1941-ig, amikor is a bécsi döntés szerint Nagybányát Magyarországhoz csatolták, így 1945-ig a magyar másodosztályban játszott. A világháború után újból a másodosztályban találta magát a csapat. A klub átkerült a hatalomra törő kommunista városvezetés kezébe, amely a nevet megváltoztatta, és létrehozta a CSM Baia Marét, azaz a Nagybányai Városi Sport Clubot.

### A bányászcsapat
A kommunista sportpolitika szerint a hajdani jól menő állami vállalatoknak szükségszerűen kellett legyen sportcsapatuk. Így került a Bányászati Hivatal tulajdonába a csapat. Ez történt 1950-ben, amikor a név Metalul Baia Maréra lett átalakítva. 1955-ben a harmadosztályba esett vissza. 1956-ban átalakították a csapatot, visszajutott a másodosztályba, így kapta az új nevét: Energia Trustul Miner (Bányászati Energiatröszt), amit egy év után mindjárt meg is változtattak Minerulra (Bányász). Aztán 1958-tól újra CSM (VSC) néven szerepelt a román bajnokságban. 1959-ben a Román Kupát veretlenül játszotta végig egészen a döntőig, ahol csak a román belügyminisztérium csapata, a Bukaresti Dinamo tudta legyőzni.
1962-ben visszaváltoztatták a nevet Bányászra, 1964-ben története során másodszor jutott az első osztályba, azonban a következő szezonban kiesett, és a következő tizenhárom szezonban a másodosztályban játszott.

### Az aranykor
Amikor a '70-es évek végén és a '80-as évek elején megerősödött a bányászati iparág Nagybányán, több pénzt lehetett befektetni a csapatba, így az 1975-ös névváltoztatást követően (új név: FC Nagybánya) 1978-ban feljutott az első osztályba, ahol egy szezon kivételével 1985-ig játszott.
1982-ben újból bejutott a Román Kupa döntőjébe, ahol újból a Dinamótól szenvedett vereséget, azonban még így is indulhatott a Kupagyőztesek Európa-kupájában. Ekkor játszotta történetének egyik legfontosabb mérkőzését a Real Madrid ellen.
A csapat a szezonok során általában az élvonal élcsapatai között végzett, például 1979-ben az ötödik, 1980-ban a negyedik lett. Azonban 1986-ban újra a másodosztályban kötött ki, ahol már FC Máramaros néven kezdte a szezont.

### Az újkor
Időközben a csapatot privatizálták.
1993-ban a kupa elődöntőjéig jutott, majd egy év múlva ötödjére is feljutott az első osztályba. Azonban egy szezon után újból a második osztályba került vissza. 1998-ban Nagybánya FC az új név, immár véglegesen. 1999-ben története során másodszor a harmadik osztályban kötött ki. 2000-ben feljutott a másodosztályba, majd alig egy év múlva, 2001-ben már az első osztályba is, azonban az akkori tulajdonos pénzéhsége miatt az indulási jogot állítólag 1 000 000 dollárért adta el. Így elmaradt a feljutás. A következő szezonban elvesztette a harcot a feljutásért, a tulajdonos és főszponzor elhagyta a csapatot.
2004-ben újból a harmadik osztályba került. Két szezon után 2006-ban jutott vissza, azonban 2007-ben újra visszaesett a harmadik ligába, ahol a harmadik helyen végzett.

## Érdekességek
Az FC Nagybánya az egyedüli csapat a román bajnokság történetében, amely egy teljes szezon összes mérkőzését megnyerte. Történt ez az 1934-35-ös szezonban.
A '90-es években a Cuprom vállalat a futballcsapatát, amely főleg a harmadosztályban játszott a '70-es, '80-as években, Pheonix névre keresztelte át, azonban a csapatnak semmi köze nem volt a hajdani, háború előtti Pheonix csapathoz, melynek jogutódja az FC Nagybánya.
A magyar Biró Gyula volt az első és az egyedüli külföldi edzője a csapatnak.
A brazil Ayres Cerqueira Simao volt az első idegenlégiósa a nagybányai alakulatnak.

## Jelenlegi keret[mikor?]

### Kapusok
Vasile BOTA ALIN
Florin ȘTER

### Védők
Gelu BAR
Ștefan COLAR
Marius Vasile HODOR
Lucian HAN
Cristian CICEU
Cristian LAZĂR
Ciprian Andrei DURUȘ

### Középpályások
Daniel REDNIC
Cristian IAȚU
Petru Rodin NEGREA
Radu ERNSZT
Marius Romulus DRULE
Paul SZENTLASZLOI
Petre ARDELEAN
Fady SHANNAT
Dorin Vlad VANCA
Florin ACHIM
Alexandru BARBOLOVICIU
Bogdan LAZĂR

### Csatárok
Péter BERKI
Sorin BICHIRI
Paul BATIN
Sebastian ANDREAN

## Álomcsapat

### Kapus
- Necula Răducanu – 61 mérkőzés a román labdarúgó-válogatottban, részt vett az 1970-es világbajnokságon is. Játszott még a FC Rapid București és a FC Steaua București csapataiban.

### Védelem
- Zavoda László – 20 mérkőzés a román labdarúgó-válogatottban, játszott még: FC Steaua București;
- Gergely László – 36 mérkőzés a román labdarúgó-válogatottban, részt vett az 1970-es világbajnokságon. Játszott még: FC Dinamo București és Hertha BSC Berlin;
- Ioan Tătăran – játszott még: FC Steaua București;
- Anton Weissenbacher – Bajnokok Ligája győztes 1986-ban az FC Steaua București-vel;
- Leontin Grozavu – 1 mérkőzés a román labdarúgó-válogatottban, játszott még: FC Dinamo București és FC Saarbrücken.

### Középpálya
- Lucian Bălan – Bajnokok Ligája és UEFA Szuperkupa győztes 1986-ban az FC Steaua București;. Játszott még: K.S.K. Beveren és Real Murcia;
- Vasile Miriuţă – 9 mérkőzés a magyar labdarúgó-válogatottban. Játszott még: FC Dinamo București, Ferencvárosi TC, Energie Cottbus , MSV Duisburg és Győri ETO;
- Daniel Rednic – további csapatai: FC Dinamo București.

### Támadók
- Zavoda Ferenc – 8 mérkőzés a román labdarúgó-válogatottban, Játszott még: FC Steaua București;
- Mircea Sasu – 9 mérkőzés a román labdarúgó-válogatottban. További csapatai: UT Arad, FC Dinamo București ésFenerbahçe SK;
- Zoltan Crișan – 46 mérkőzés a román labdarúgó-válogatottban. További csapatai: Universitatea Craiova;
- Alexandru Terheș – 3 mérkőzés a román labdarúgó-válogatottban.
- Romulus Buia – 2 mérkőzés a román labdarúgó-válogatottban. További csapatai: Germinal Ekeren, Universitatea Craiova ésFC Dinamo București.

## Híres edzők, akik az FC Nagybányát is edzették
- Bíró Gyula – Az első külföldi edzője volt a csapatnak, edzett még sok más országban, mint például: Magyarország, Németország, Románia, Lengyelország, Spanyolország és Mexikó;
- Florin Halagian – több bajnokságot nyert a FC Arges Pitestiel és a FC Dinamo București;
- Ștefan Onisie – bajnokságot nyert a bukaresti Steauaval;
- Viorel Mateianu – FC Nagybányát edzette az aranykorszak idején. Ő dolgozott ki olyan szakmai technikákat, amelyet ma több híres edző is használ. A technikák egyik legjobb alkalmazója például Mircea Lucescu az ukrán Sahtior Donetsk edzője;
- Dumitru Nicolae Nicușor – bajnokságot nyert a Dinamo Bukarestel;
- Ioan Sdrobiș – azért volt híres, mert a legkomolyabban promotálta a ifiket a felnőttcsapatba. Ő fedezte fel Cristian Chivut sok más mai profi játékos mellett.